# Neskaupstaður
Neskaupstaður – miasto we wschodniej Islandii, nad fjordem Norðfjörður (część zatoki Norðfjarðarflói). Wchodzi w skład gminy Fjarðabyggð, w regionie Austurland. W 2018 zamieszkiwało je 1469 osób.
Mieszkańcy utrzymują się z połowu ryb. W mieście znajduje się Muzeum Historii Naturalnej (Náttúrugripasafnið í Neskaupstað), w którym mieści się kolekcja minerałów oraz szpatów z pobliskiej kopalni Helgustaðir.
W mieście urodził się  malarz Tryggvi Ólafsson, któremu poświęcono Galerię Tryggvi, gdzie znajdują się jego obrazy.
W 1974 ze stromych stoków nad miastem spadła lawina, zabijając 12 osób.
W 1998 Neskaupstaður połączyło się z Eskifjörður i Reyðarfjörður tworząc nową jednostkę osadniczą Fjarðabyggð.